# 安娜·雷比茨卡
安娜·雷比茨卡（波蘭語：Anna Rybicka，1977年3月28日—），波兰女子击剑运动员。她曾代表波兰参加1996年和2000年夏季奥林匹克运动会击剑比赛，其中2000年奥运会获得一枚银牌。